# 国際競争
国際競争（こくさいきょうそう）とは経済学用語の一つ。経済活動が行われている場合に、それの範囲が国際的なまでに大きな規模で、国家間や企業間において競争が行われているようなもののことをいう。このような国際競争というのは現代では増加しており、そのようになっている背景には経済のグローバル化により競争障壁が低くなっているという事柄が存在する。このことから世界というのは一つの大きな市場となり、事業の機会は増えたものの、外国と競争するという場面も増えたということである。このことから国際競争に勝ち抜くために企業には更なる技術革新、労働力、ブランド力の強化に加えて、国家による後押しが必要とされるようになっている。